# Zephyranthes sylvatica
Zephyranthes sylvatica, popularmente conhecida pelos nomes lírio-da-caatinga, lírio-da-chuva, cebola-brava ou açucena-cebola-de-calango é uma planta herbácea da família Amaryllidaceae, endêmica do Brasil. 

## Distribuição geográfica
Zephyranthes sylvatica é uma herbácea endêmica dos biomas Cerrado e Caatinga do Brasil. Tem ampla distribuição, ocorrendo nas regiões norte (Tocantins), nordeste (Alagoas, Bahia, Ceará, Maranhão, Paraíba, Pernambuco, Piauí, Rio Grande do Norte, Sergipe) e centro-oeste (Goiás). 

## Morfologia
Zephyranthes sylvatis caracteriza-se pela presença de um par de brácteas tubulares, fusionadas na região mediana do escapo floral, flores actinomorfas e isoladas, bulbos ovais, subterrâneos, perenes e pequenos, frutos verdes, capsulares e deiscentes, sementes achatadas em formato semicircular, aladas, de cor marrom.  As flores do lírio-da-caatinga são hemafroditas e apresentam variações significativas quanto ao tamanho, coloração e disposição dos verticilos. Corola zigomorfa, pétalas variam quanto à forma, podendo ser largas e estreitas, e quanto à extensão, de compridas a curtas, com o comprimento médio da pétala basal de 7,8 cm e
diâmetro médio da flor de 5,8 cm. As folhas têm epiderme unisseriada com células com espessamento da parede periclinal externa em uma ou duas camadas. Presença de parênquima paliçádico ou não. Idioblastos contendo ráfides simples e mucilagem estão distribuídos ao longo do corpo vegetal. Parênquima aqüífero e feixes vasculares 
alongados dispostos em uma única série nos catafilos. O tamanho médio da haste floral de 13,1 cm de altura. Nas raízes, o córtex é homogêneo apresentando 5 a 6 pólos de protoxilema. Folhas, catafilos e raízes apresentam traqueídes com espessamento do tipo anelar, helicoidal e misto. Elementos de vaso com placas de perfuração escalariforme presentes nas raízes. Apresenta grande variação intra-específica nos caracteres morfológicos e anatômicos.     

## Ecologia
O lírio-da-caatinga (Zephyranthes sylvatica) é uma herbácea geófita bulbosa endêmica do Brasil, de ciclo anual, com  boa resistência às condições da caatinga e do cerrado, com seu clima tropical e sazonalmente seco, ocorrendo em áreas de solo arenoso e latossolos vermelho-amarelo , de altas temperaturas durante a maior parte do ano e com chuvas esparsas e irregulares. Permanece sem folhas a maior parte do ano, com a floração coincidindo com o período de chuvas. A abertura floral dura de 3 a 4 dias e as flores mostram uma grande variedade de tonalidades, geralmente rosa, mas também brancas, vermelhas ou alaranjadas.   